# Manuel Ochoa
Manuel Ochoa (Tomiño, 21 de diciembre de 1998) es un deportista español que compite en piragüismo en la modalidad de eslalon.
Consiguió el primer lugar en la etapa de la Copa del Mundo de 2024 disputada en Praga, en la prueba de K1 cross, y el segundo lugar en la Copa del Mundo de 2022 disputada en Seo de Urgel, en la misma prueba.
Participó en los Juegos Olímpicos de París 2024, ocupando el decimocuarto lugar en la prueba kayak cross.